# جوستين عمار
جوستين عمار (25 مارس 1988 بسانت ألبرت في كندا - ) هو لاعب كرة قدم كندي في مركز حراسة المرمى. لعب مع نادي ادمونتون وSV Heimstetten ‏.

## وصلات خارجية
- جوستين عمار على موقع قاعدة بيانات كرة القدم.إي يو (الإنجليزية)